# Austrothelphusa insularis
Austrothelphusa insularis е вид ракообразно от семейство Gecarcinucidae.

## Разпространение
Видът е разпространен във Фиджи.